# Magrè sulla Strada del Vino
Margreid an der Weinstraße tiếng Ý: Magrè sulla strada del vino; Latin: Margretum) là một đô thị ở tỉnh Bolzano-Bozen trong vùng Trentino-Alto Adige/Südtirol của Ý, có vị trí cách khoảng 25 km về phía đông bắc của thành phố Trento và khoảng 25 km về phía tây nam thành phố Bolzano. Tại thời điểm ngày 31 tháng 12 năm 2004, đô thị này có dân số 1.188 người và diện tích là 13,9 km².
Đô thị Margreid có các frazione (đơn vị cấp dưới) Favogna di Sotto (Unterfennberg).
Margreid giáp các đô thị: Kurtatsch an der Weinstraße, Kurtinig an der Weinstraße, Neumarkt, Roverè della Luna và Salorno.